# Barry Otto
Barry Otto, född 1941 i Brisbane, Australien, är en australisk skådespelare. Han är far till skådespelerskan Miranda Otto.

## Filmografi, i urval
- The Punisher (1989)
- Strictly Ballroom - De förbjudna stegen (1992)
- Oscar and Lucinda (1997)
- I Love Rachel (1997)
- The Visitor (2002)
- $9.99 (2008) (röst)
- Australia (2008)
- Newcastle (2008)